# 아리타 슈조
아리타 슈조(일본어: 有田 修三, 1951년 9월 27일 ~ )는 일본의 전 프로 야구 선수이자 야구 지도자, 야구 해설가·평론가이다. 야마구치현 우베시 출신이며 현역 시절 포지션은 포수였다.
형은 히로시마 도요 카프에서 투수로 활약했던 아리타 데쓰조이다.

## 인물

### 프로 입단 전
우베 상업고등학교에서는 포수 겸 3번 타자로서 활약했는데 1969년 하계 고시엔 대회(제51회 전국 고등학교 야구 선수권 대회)에 출전했지만 1차전에서 도리데 제1고등학교에게 패하면서 팀은 탈락했다. 1년 아래인 팀 동료가 훗날 히로시마 도요 카프에 입단한 다카쓰키 도시후미가 있었다. 고교 졸업 후 신일본제철 야하타에 입사, 1970년부터 3년 연속으로 도시 대항 야구 대회에 출전했다. 1972년 프로 야구 드래프트에서 긴테쓰 버펄로스로부터 2순위 지명을 받고 입단했다.

### 프로 야구 선수 시절
프로 2년차인 1974년부터 1군에 정착하면서 팀의 에이스인 스즈키 게이시와의 콤비가 유명하며 온후한 리드의 나시다 마사타카에 대해 몸쪽 주체의 강한 리드로 스즈키의 장점을 이끌어낸다. 스즈키가 등판한 경기에는 아리타가 기용되는 일이 많다. 아리타와 나시다는 일명 ‘아리나시 콤비’(ありなしコンビ)로 불리면서 타 구단으로부터는 “긴테쓰에는 주전 포수가 두 명 있다”라고 두려움을 샀으며 매년 타 구단으로부터 트레이드를 요청할 정도의 타진이 있었다. 1985년 시즌 도중에 스즈키가 은퇴하면서 그 해에는 출전 기회가 급격히 줄어들었다. 그 해 시즌 종료 후 요미우리 자이언츠의 사다오카 쇼지와의 맞트레이드가 발표됐으나 사다오카가 돌연 트레이드를 거부하며 현역 은퇴를 표명하게 된 것에 따라 아와구치 겐지, 야마오카 마사루와의 맞트레이드가 이뤄지며 요미우리에 이적했다. 당시 요미우리에는 주전 포수 야마쿠라 가즈히로가 있었지만 정밀함에서 다소 약점을 보였기에 야마쿠라와 병용하는 형태로 기용됐다. 1987년 센트럴 리그 MVP를 석권하는 활약을 보인 야마쿠라의 그늘에 가려지는 모양새로 팀내 두 번째의 포수로 지내고 있었지만 이듬해 1988년에는 야마쿠라의 부상으로 인해 주전 포수 자리를 차지했다. 홈런도 간만에 두 자릿수인 12개로 컴백상을 수상하는 맹활약을 보였다.
1989년에는 주니치 드래건스로부터 나카오 다카요시가 이적해오면서 또다시 벤치에서 대기하는 일이 많았고 시즌 후반기에는 출전 기회가 줄어들었다. 친정팀인 긴테쓰와의 일본 시리즈에서는 출전 자격 선수로 등록돼 있었지만 트레이드 상대였던 아와구치와는 대조적으로 출전 기회는 없었다(1989년 일본 시리즈 참조). 1990년 후쿠오카 다이에 호크스로 이적했고 1군 배터리 코치 보좌도 겸임했지만 1991년을 끝으로 현역에서 은퇴했다.

### 그 후
은퇴 후에는 한신 타이거스에서 1군 배터리 코치(1992년 ~ 1993년, 1995년), 2군 배터리 코치(1994년) 등을 지내면서 야마다 가쓰히코, 세키카와 고이치를 지도했다. 1996년부터는 사사키 교스케 감독의 초빙으로 친정팀인 긴테쓰의 1군 배터리 코치로 발탁됐다. 긴테쓰 코치로 있을 때 이소베 고이치, 마토야마 데쓰야를 길렀으며 1999년 시즌 끝으로 퇴임했다. 2000년부터 2011년까지 아사히 방송과 선 TV 야구 해설자로서 활동했고 프로 야구 마스터스 리그 팀인 오사카 로만스에도 참가했다.
프로 야구 중계에서의 해설에서는 아사히 방송 프로그램 출연자(도조 요조 등)나 한신 팬 등으로부터 ‘예언자’, ‘단언 해설(자)’라고 불릴 정도로 투수의 볼 배합이나 경기 시즌의 흐름을 정확히 읽는 것이 특징이다. 또한 긴테쓰에서의 오랫동안 몸담은 경력이 있었던 탓인지 간사이 지방에서 개최되는 퍼시픽 리그 경기 중계에 등장하는 경우도 많았다. 2012년에는 한신의 1군 수석 코치로 부임하여 13년 만에 현장에 복귀했지만 정규 시즌을 5위로 마치면서 모든 일정이 종료된 다음날(10월 10일)에 코치직에서 사임했다.
2013년부터는 다시 아사히 방송, 선 TV의 야구 해설자를 맡고 있다.

## 상세 정보

### 출신 학교
- 야마구치현립 우베 상업고등학교

### 선수 경력
- 신일본제철 야하타
- 긴테쓰 버펄로스(1973년 ~ 1985년)
- 요미우리 자이언츠(1986년 ~ 1989년)
- 후쿠오카 다이에 호크스(1990년 ~ 1991년)

### 수상·타이틀 경력
- 다이아몬드 글러브상 : 2회(1975년, 1976년)
- 컴백상(1988년)
- 퍼시픽 리그 플레이오프 감투상 : 1회(1975년)

### 개인 기록

#### 첫 기록
- 첫 출장 : 1973년 5월 17일, 대 난카이 호크스 전기 4차전(닛폰 생명 구장), 9회초에 포수로 출장
- 첫 안타 : 1973년 10월 7일, 대 다이헤이요 클럽 라이온스 후기 13차전(헤이와다이 구장), 5회초에 이시이 시게오로부터 중전 안타
- 첫 선발 출장 : 1973년 10월 12일, 대 롯데 오리온스 후기 12차전(미야기 구장), 8번·포수로서 선발 출장
- 첫 타점 : 1974년 4월 20일, 대 한큐 브레이브스 전기 1차전(후지이데라 구장), 2회말에 다케무라 가즈요시로부터 좌월 적시 2루타
- 첫 홈런 : 1974년 6월 6일, 대 닛폰햄 파이터스 전기 13차전(닛폰 생명 구장), 3회말에 니미 사토시로부터

#### 기록 달성 경력
- 통산 1000경기 출장 : 1984년 7월 5일, 대 닛폰햄 파이터스 16차전(고라쿠엔 구장), 7번·포수로서 선발 출장 ※역대 248번째
- 통산 100홈런 : 1984년 8월 24일, 대 한큐 브레이브스 21차전(한큐 니시노미야 구장), 9회초에 미야모토 시로로부터 좌월 솔로 홈런 ※역대 135번째

#### 기타
- 올스타전 출장 : 2회(1976년, 1978년)

### 등번호
- 24(1973년 ~ 1985년)
- 9(1986년 ~ 1989년)
- 22(1990년 ~ 1991년)
- 77(1992년 ~ 1999년, 2012년)

### 연도별 타격 성적
| 연 도       | 소 속       | 경 기 | 타 석 | 타 수 | 득 점 | 안 타 | 2 루 타 | 3 루 타 | 홈 런 | 루 타 | 타 점 | 도 루 | 도 루 자 | 희 생 번 | 희 생 플 | 볼 넷 | 고 4 | 사 구 | 삼 진 | 병 살 타 | 타 율 | 출 루 율 | 장 타 율 | O P S |
| ----------- | ----------- | ----- | ----- | ----- | ----- | ----- | ------- | ------- | ----- | ----- | ----- | ----- | -------- | -------- | -------- | ----- | ---- | ----- | ----- | -------- | ----- | -------- | -------- | ----- |
| 1973년      | 긴테쓰      | 17    | 6     | 5     | 0     | 1     | 0       | 0       | 0     | 1     | 0     | 0     | 0        | 0        | 0        | 1     | 0    | 0     | 2     | 0        | .200  | .333     | .200     | .533  |
| 1974년      | 긴테쓰      | 75    | 85    | 79    | 6     | 13    | 3       | 0       | 2     | 22    | 7     | 0     | 1        | 2        | 0        | 3     | 0    | 1     | 6     | 2        | .165  | .205     | .278     | .483  |
| 1975년      | 긴테쓰      | 112   | 363   | 320   | 33    | 83    | 13      | 0       | 7     | 117   | 28    | 1     | 1        | 16       | 1        | 25    | 0    | 1     | 30    | 3        | .259  | .314     | .366     | .680  |
| 1976년      | 긴테쓰      | 124   | 418   | 365   | 38    | 96    | 14      | 1       | 6     | 130   | 40    | 1     | 1        | 9        | 7        | 36    | 0    | 1     | 45    | 13       | .263  | .325     | .356     | .681  |
| 1977년      | 긴테쓰      | 96    | 279   | 234   | 25    | 53    | 10      | 0       | 4     | 75    | 24    | 4     | 0        | 4        | 1        | 33    | 0    | 7     | 39    | 10       | .226  | .338     | .321     | .659  |
| 1978년      | 긴테쓰      | 114   | 376   | 318   | 36    | 82    | 10      | 1       | 10    | 124   | 43    | 2     | 1        | 6        | 3        | 46    | 1    | 3     | 44    | 8        | .258  | .354     | .390     | .744  |
| 1979년      | 긴테쓰      | 58    | 108   | 96    | 13    | 26    | 4       | 0       | 8     | 54    | 24    | 0     | 1        | 1        | 2        | 9     | 0    | 0     | 15    | 4        | .271  | .327     | .563     | .890  |
| 1980년      | 긴테쓰      | 95    | 256   | 204   | 30    | 63    | 5       | 0       | 16    | 116   | 37    | 2     | 2        | 5        | 1        | 44    | 1    | 2     | 38    | 8        | .309  | .434     | .569     | 1.003 |
| 1981년      | 긴테쓰      | 95    | 280   | 237   | 25    | 58    | 9       | 1       | 7     | 90    | 31    | 0     | 4        | 3        | 2        | 36    | 0    | 2     | 49    | 11       | .245  | .347     | .380     | .726  |
| 1982년      | 긴테쓰      | 96    | 312   | 265   | 35    | 59    | 9       | 1       | 12    | 106   | 30    | 4     | 2        | 3        | 1        | 42    | 2    | 1     | 66    | 11       | .223  | .330     | .400     | .730  |
| 1983년      | 긴테쓰      | 77    | 220   | 185   | 28    | 43    | 2       | 0       | 17    | 96    | 33    | 0     | 1        | 4        | 1        | 26    | 0    | 4     | 51    | 4        | .232  | .338     | .519     | .857  |
| 1984년      | 긴테쓰      | 72    | 252   | 222   | 29    | 46    | 7       | 0       | 14    | 95    | 43    | 1     | 1        | 3        | 0        | 26    | 1    | 1     | 45    | 11       | .207  | .293     | .428     | .721  |
| 1985년      | 긴테쓰      | 44    | 101   | 81    | 11    | 21    | 1       | 0       | 4     | 34    | 17    | 0     | 0        | 3        | 1        | 16    | 0    | 0     | 32    | 3        | .259  | .378     | .420     | .797  |
| 1986년      | 요미우리    | 68    | 173   | 144   | 17    | 31    | 2       | 0       | 7     | 54    | 20    | 1     | 0        | 3        | 2        | 24    | 6    | 0     | 43    | 4        | .215  | .324     | .375     | .699  |
| 1987년      | 요미우리    | 30    | 40    | 37    | 4     | 6     | 0       | 0       | 2     | 12    | 5     | 0     | 0        | 0        | 0        | 2     | 0    | 1     | 11    | 2        | .162  | .225     | .324     | .549  |
| 1988년      | 요미우리    | 74    | 229   | 202   | 22    | 59    | 8       | 0       | 12    | 103   | 40    | 0     | 2        | 3        | 3        | 21    | 4    | 0     | 37    | 5        | .292  | .354     | .510     | .864  |
| 1989년      | 요미우리    | 30    | 74    | 64    | 2     | 15    | 3       | 0       | 0     | 18    | 5     | 0     | 0        | 0        | 0        | 10    | 4    | 0     | 18    | 3        | .234  | .338     | .281     | .619  |
| 1990년      | 다이에      | 36    | 39    | 33    | 2     | 8     | 0       | 2       | 0     | 12    | 3     | 0     | 0        | 1        | 0        | 5     | 0    | 0     | 11    | 0        | .242  | .342     | .364     | .706  |
| 통산 : 18년 | 통산 : 18년 | 1313  | 3611  | 3091  | 356   | 763   | 100     | 6       | 128   | 1259  | 430   | 16    | 17       | 66       | 25       | 405   | 19   | 24    | 582   | 102      | .247  | .336     | .407     | .744  |

### 연도별 수비 성적
| 연도 | 경기 | 도루 시도 | 도루 허용 | 도루자 | 저지율 |
| ---- | ---- | --------- | --------- | ------ | ------ |
| 1973 | 11   | 6         | 3         | 3      | .500   |
| 1974 | 74   | 41        | 27        | 14     | .341   |
| 1975 | 112  | 106       | 61        | 45     | .425   |
| 1976 | 124  | 97        | 45        | 52     | .536   |
| 1977 | 82   | 66        | 50        | 16     | .242   |
| 1978 | 102  | 95        | 61        | 34     | .358   |
| 1979 | 37   | 26        | 17        | 9      | .346   |
| 1980 | 46   | 34        | 26        | 8      | .235   |
| 1981 | 39   | 26        | 21        | 5      | .192   |
| 1982 | 69   | 62        | 36        | 26     | .419   |
| 1983 | 49   | 53        | 36        | 17     | .321   |
| 1984 | 68   | 62        | 39        | 23     | .371   |
| 1985 | 28   | 22        | 21        | 1      | .045   |
| 1986 | 62   | 40        | 34        | 6      | .150   |
| 1987 | 29   | 15        | 12        | 3      | .200   |
| 1988 | 68   | 56        | 43        | 13     | .232   |
| 1989 | 24   | 28        | 18        | 10     | .357   |
| 1990 | 25   | 15        | 11        | 4      | .267   |
| 통산 | 1049 | 850       | 561       | 289    | .340   |